# Василевич, Никола (сербский футболист, 1983)
Нико́ла Васи́левич (серб. Никола Васиљевић / Nikola Vasiljević; род. 19 декабря 1983, Белград) — сербский футболист, защитник.

## Биография
Его первым профессиональным клубом стал «Борча» из Белграда. Команда в сезоне 2003/04 выступала в Сербской лиге Белград, Василевич сыграл в 10 играх. Позже перешёл в ПКБ из города Падинска Скела, в команде провёл 3 матча. Затем выступал за «Раднички» Обреновац, «Раднички» Белград и «Раднички» Пирот.
Летом 2006 года перешёл в румынский УТА из города Арад. В чемпионате Румынии дебютировал 19 сентября 2006 года в выездном матче против «Политехники» Яссы (1:0). Всего в чемпионате Румынии провёл 35 матчей.
В начале 2009 года перешёл на правах свободного агента в запорожский «Металлург». В команде он играл под 2 номером. По словам главного тренера Олега Луткова, Василевича пригласили из-за многочисленных травм основных игроков. В Премьер-лиге Украины дебютировал 26 апреля 2009 года в выездном матче против харьковского «Металлиста» (1:1), Василевич начал матч в основе, походу игры он получил жёлтую карточку, а на 90 минуте был заменён на Артёма Семененко. В составе «Металлурга» он играл на позиции левого защитника. Всего за «Металлург» в сезоне 2008/09 он провёл 5 матчей и после окончания сезона с ним был расторгнут контракт.
Летом 2010 года перешёл в белградскую «Црвену звезду». Затем выступал за «Борчу» в которой провёл 4 матча. Летом 2011 года перешёл в «Срем» из города Сремска-Митровица.